# Prix Kan-Kikuchi
Le prix Kan-Kikuchi (菊池寛賞, Kikuchi Kan Shō) est établi en 1938, sur la suggestion de l'écrivain Kan Kikuchi et initialement décerné chaque année pour des réalisations exceptionnelles et pour célébrer des écrivains plus âgés. Le comité de sélection se composait initialement uniquement d'écrivains de plus de 45 ans et ne distinguait que des écrivains de plus de 46 ans. La remise du prix est temporairement suspendue pendant la Seconde Guerre mondiale et relancée en 1952. Avec la reprise du prix, le nombre de catégories d'art, de cinéma et autres services culturels s'élargit. Les lauréats reçoivent une montre et un prix en argent d'un million de yens. Le prix est décerné à la fois à des individus ainsi qu'à des institutions et des organisations.

## Lauréats et organisations récompensés

### 1953 à 1959
- 1953
  - Eiji Yoshikawa pour sa prestation dans un Nouveau Heike monogatari (新・平家物語?)
  - Yōko Mizuki pour ses pièces Okā-san (おかあさん?), « Mère »), Himeyuri no tō (ひめゆりの塔?), « Le mémorial Himeyuri » et autres
  - Centre de recherche pour les personnages dramatiques (俳優座演劇部研究所?) du Haiyū-za, Haiyū-za engekibu kenkyūshō)
  - Yomiuri shinbun, quotidien
  - Shōzō Ōgiya
  - Studios Iwanakami (岩波映画製作所?), Iwanakami eiga seisakushō)

- 1954
  - Masaichi Nagata pour ses efforts à l'exportation de films étrangers
  - Kenzō Nakajima pour ses efforts dans la mise en place du droit d'auteur
  - Taizō Yokoyama pour sa série de bande dessinée Pūsan (プーサン?)
  - Asahi Shinbun pour ses commentaires sur la page trois du quotidien
  - Momoko Ishii pour sa production de littérature pour enfants
  - Sentarō Iwata pour ses illustrations et couvertures de livres

- 1955
  - Ihei Kimura pour ses services à la photographie japonaise
  - Mitsuyasu Abe (安部光恭?) pour ses informations mondiales et sa réussite Bikini no hai (ビキニの灰?)
  - Musei Tokugawa
  - Shin'nosuke Abe pour ses réalisations en tant que critique indépendant de la politique et pour l'amélioration de la conscience politique
  - Kenkichi Ishiyama pour son dévouement constant comme rédacteur en chef et directeur de revue

- 1956
  - Hideo Aragaki[1]pour sa colonne parue depuis 1904 dans l'édition du matin du Asahi Shinbun Vox populi vox dei (天声人語, Tenseijingo)
  - Shin Hasegawa pour ses nombreuses années d'efforts pour la littérature et pour son travail Documents sur les prisonniers de guerre japonais (日本捕虜志?)
  - Hanamori Yasuji et la rédaction du quotidien Kurashi no techō (暮しの手帖?)
  - Kawatake Shigetoshi pour ses nombreuses années d'études comparatives du kabuki
  - Chikage Awashima pour son jeu d'actrice

- 1957
  - Hakuchō Masamune pour ses commentaires populaires et critiques toujours plus populaires
  - Yaeko Shodai Mizudani
  - Kazuo Hasegawa
  - Mainichi Shinbun pour Kanryō Nippon (官僚にっぽん?), (« Le Japon des fonctionnaires ») et autres articles
  - Éditions Taishūkan Shoten (大修館書店?) pour l'édition du Grand dictionnaire Kanji
  - Yoda Takayoshi pour son travail méritoire en tant que caméraman dans le documentaire Manaslu (マナスル, Manasuru?)

- 1958
  - Kodō Nomura pour sa série télévisée Zenigata Heiji Torimono Hikae[2] (銭形平次捕物控)
  - Yasunari Kawabata pour ses réalisations et ses efforts en tant que président du Pen club japonais
  - Jukai Ichikawa pour ses performances rafraîchissantes en tant que plus ancien membre d'une compagnie théâtrale
  - Takeyoshi Ishikawa pour la création et le développement de magazines féminins et familiaux et pendant 42 ans en tant que rédacteur en chef et directeur de magazines
  - Département de littérature japonaise contemporaine de l'université Shōwa pour femmes (昭和女子大学近代文学研究所) pour les efforts visant à publier un ouvrage collectif en 54 volumes pour l'étude de la littérature contemporaine

- 1959
  - Miho Mayama pour le développement du shingeki
  - Programme de divertissement de la NHK pour le travail et la réussite de Watashi no himitsu (私の秘密?, lit. « Mon secret »)

### 1960 à 1969
- 1960
  - Kazuo Kikuta pour la pièce Gametsui yatsu[3] (がめつい奴)
  - Mokichi Ishii pour son œuvre en tant qu'auteur Ishii et le développement de photo
  - Le format télévisé Nichiyōgekijō de Toshiba[4] (東芝日曜劇場)
  - Roka Hasegawa pour l'achèvement de la peinture murale (fresque) Chiesa dei santi Martiri Giapponesi dans un monastère franciscain à Civitavecchia (près de Rome) (日本二十六聖人殉教 dans チヴィタヴェッキア)

- 1961
  - Shōtarō Hanayagi pour sa performance dans la pièce Kyōmai (京舞?)[5], Yume no Onna (夢の女?) et autres et pour ses nombreuses années d'activité théâtrale
  - Sōzō Okada pour sa contribution au film scientifique des cinémas de Tokyo
  - Masanori Itō pour la série L'histoire non officielle de la Guerre du pacifique (de)
  - La série Basu dōri ura[6] (バス通り裏)
  - Osamu Mihara pour ses tactiques inhabituelles qui ont transformé la pire équipe de baseball en la meilleure.
  - Kōzaburō Yoshida[7] pour ses nombreuses années consacrées aux biens culturels district de Nishimatsuuras et immatériels du Japon.

- 1962
  - Kan Shimozawa pour son roman Oyakodaka[8] (父子鷹)
  - Donald Keene pour ses traductions de la littérature classique et de la littérature contemporaine du Japon.
  - Saku Itō, pour quarante ans consacrés aux décors de scène et à la formation des nouvelles génération de concepteurs de décors.
  - Noboru Ishihara pour ses réussites et résultats exceptionnels de vingt-huit ans de théorie et de pratique du traitement des mineurs délinquants.

- 1963
  - Sei Itō pour son Histoire des cercles littéraires
  - Matsutarō Kawaguchi pour services rendus en tant qu'auteur et directeur du Shimpa (ja, 新派?)[9] en plus de trente ans d'activité.
  - Tenji Mainichi (en) pour la création et la publication d'un journal en braille pendant plus de quarante ans.
  - Kōbunkan Yoshikawa et la Société de recherche sur l'histoire japonaise Nihon rekishi gakkai (日本歴史学会?)
  - Kenichi Horie (en) première traversée de l'Océan pacifique en solo.

- 1964
  - Pour l'engagement à la création d'une maison de la littérature pour la littérature moderne japonaise[10] à Tōkyō Nihon kindai bungaku kan (日本近代文学館?), en grande partie grâce à Jun Takami[11].
  - Pour les cinquante ans de la Revue Takarazuka
  - Shūtarō Miyake pour ses cinquante ans d'activité en tant que critique théâtral et pour la création et la préservation du bunraku.
  - Pour un reportage sur les eskimos canadien du Asahi Shimbun[12] (カナダ・エスキモーの報道)

- 1965
  - Katsuichirō Kamei pour Recherches sur l'histoire de l'esprit japonais Nihonjin no seishinshi kenkyū (日本人の精神史研究?)
  - Chūgoku Shimbun pour leur campagne Bannissement des gangs criminels (Yakuza) Bōryokudan tsuihō kyampeīn (暴力団追放キャンペーン?)
  - Misuzu Shobō pour la Collecte de données pour l'histoire contemporaine Gendaishi shiryō (現代史資料?).
  - Sōichi Ōya pour cinquante ans de travail critique sur les médias de masse.

- 1966
  - Ryōtarō Shiba pour Ryōma ga yuku[13] Kunitori monogatari (竜馬がゆく?)[14] (国盗り物語.
  - Yōjirō Ishizaka
  - Mainichi Shimbun pour leurs reportages à l'étranger
  - Pour le musée en plein air Meiji mura à Inuyama[15] Hakubutsukan Meiji mura (博物館明治村?)

- 1967
  - Nobuko Yoshiya
  - Teru Miyata en tant que planificateur responsable et directeur du programme de télévision Furusato no uta-matsuri (ja, ふるさとの歌まつり?) qui a apporté un divertissement haut de gamme dans les salons du Japon.
  - Seiabō (青蛙房?) pour leurs éditions spéciales consacrées aux us et coutumes de l'époque d'Edo.

- 1968
  - Chōgorō Kaionji pour ses biographies historiques.
  - Mainichi Shimbun pour la série en douze parties Kyōiku no mori (教育の森?) sous la direction éditoriale de Muramatsu Takashi pour l'incitation à un examen critique au Japon dans l'après-guerre.
  - Yomiuri Shimbun Le tennō dans l'histoire de l'ère Shōwa, Shōwa-shi no tennō (ja, 昭和史の天皇?)
  - Shibuya Tengai pour son rôle moteur dans la Nouvelle comédie, shingeki (新喜劇?)
  - Kakugiemon Nunokawa pour la création de la loi du droit d'auteur et de l'édition et pour son travail à la tête du Comité d'édition de la publication de 100 ans d'histoire des publications japonaises - une chronologie.

- 1969
  - Tatsuzō Ishikawa
  - Jirō Osaragi pour Sanshimai (三姉妹?)[16].
  - Cahier culturel du journal économique Nihon Keizai Shimbun (日本経済新聞社文化部?), Nihon keizai shimbunsha bunkabu)

### 1970 à 1979
- 1970
  - Seichō Matsumoto pour le manuel Shōwa-shi hakkutsu (昭和史発掘?)
  - Jun Etō pour Sōseki et son époque Sōseki to sono jidai (漱石とその時代?)
  - Le quotidien Niigata Nippō pour Les Japonais de demain Tōyō Bunko (あすの日本海?)
  - Éditions Heibonsha pour leur Bibliothèque d'études asiatiques, Tōyō Bunko (東洋文庫?)
  - Koisaburō Nishikawa

- 1971
  - Tsutomu Minakami pour sa biographie de Kōji Uno (宇野浩二伝)
  - Taganojō Tanoe
  - Toshirō Mayuzumi Concert sans noms (題名のない音楽会?)
  - Ken Domon
  - Strauß

- 1972
  - Ryōken Toyohira[17]
  - Tatsuo Nagai
  - Seiichirō Kurabayashi[18] pour Chronique du nouveau théâtre (shingeki) Shingeki nendaiki (新劇年代記?)
  - Takehara Han
  - Yamada Yochi

- 1973
  - Akira Yoshimura pour ses réussites du cuirassé Musashi jusqu'au grand séisme de 1923 de Kantō
  - Hideo Kobayashi pour son Compte rendu factuel de Hachijō-jima (八丈実記?)
  - Hideji Hōjō
  - Teiichi Hijikata

- 1974
  - Hisaya Morishige
  - Fumio Niwa
  - Association pour la documentation des raids aériens sur Tokyo, Tōkyō kushu o kirokusuru kai (東京空襲を記録する会?)
  - Shirō Kido
  - Programme radio Nichiyōmei sakuza (日曜名作座?) de la NHK.

- 1975
  - Toshirō Takagi pour Unités spéciales de l'armée, Rikugun tokubetsu kōgekitai (陸軍特別攻撃隊?)
  - Sankei Shinbun journal local
  - Kayano Shigeru
  - Hidezō Kondō

- 1976
  - Koita Yasuji
  - Mainichi Shimbun pour Questions à la religion aujourd'hui, Kyōiku o gendai ni tou (ja, 宗教を現代に問う?)
  - Tokyo Broadcasting System pour la diffusion hebdomadaire le dimanche en matinée de l'émission politique Jijihōdan (ja, 時事放談?)
  - Taikichi Irie, photographe

- 1977
  - Chōtarō Kawasaki
  - Edward Seidensticker pour la traduction du Genji monogatari en anglais
  - Nobuo Uno
  - Yasumasa Inoue
  - Masanori Hata
  - Éditeur Mitsuto Mizumoto[19] et le São Paulo Shimbun

- 1978
  - Ki Kimura
  - Jumpei Gomikawa
  - Mainichi Shimbun pour L’œil des journalistes, Kisha no me (記者の目?)
  - Miki Sawada et la Nippon Television Network Corporation, Nihon terebi hōsōmō (日本テレビ放送網?)
  - Naomi Uemura

- 1979
  - Hitomi Yamaguchi pour « Parenté », Ketsuzoku (血族?)
  - Département des acteurs de la société cinématographique Shōchiku pour la production de pièces du répertoire kabuki à l'étranger
  - Shibata Minoru
  - Magazine littéraire Bungakukai

### 1980 à 1989
- 1980
  - Tsuneari Fukuda
  - Makoto Ōoka
  - Yasushi Inoue et le recueil de données de la NHK sur la Route de la soie
  - Kōdansha pour Shōwa Man'yōshū (昭和萬葉集?)

- 1981
  - Shichihei Yamamoto
  - Yoshiko Kawakita[20] et Etsuko Takano
  - Takeshi Kaikō
  - Luís Fróis pour son Histoire japonaise (12 volumes) Nihon-shi (日本史?)

- 1982
  - Chiyo Uno
  - Tōkyō Shimbun
  - Nanami Shiono
  - Ōya Sōichi Bunko (en)

- 1983
  - Michio Takeyama
  - Sankei Shimbun
  - Takashi Tachibana
  - Shōji Yamafuji

- 1984
  - Michiko Nagai
  - Natsuhiko Yamamoto
  - Nihon Keizai Shimbun pour la série Employé, Sararīman (サラリーマン?)
  - Sugako Hashida

- 1985
  - Yoshizō Kawamori
  - Taichi Yamada
  - Édition d'Ōsaka du Yomiuri Shimbun pour la série Guerre, Sensō (戦争?)
  - Takeyoshi Tanuma
  - Japan Airlines Shashin Bunkasha pour Histoire japonaise - Lire du ciel, Nihon-shi sora kara yomu (日本史・空から読む?)

- 1986
  - Fujio Noguchi pour Kanshokuteki shōwa bundanshi (感触的昭和文壇史?)
  - Hisae Sawachi
  - Takao Tokuoka
  - Maki Sachiko Maki pour son commentaire du Igokoro-gata (医心方?)

- 1987
  - Takeshi Muramatsu pour Passion éveillée ...Kido Takayoshi[21] Sameru homura...Kido Takayoshi) (醒めた炎…木戸孝允?)
  - Chishū Ryū, acteur
  - Iwanami Shoten et Iwanami Bunko pour 60 ans d'édition
  - Yasuharu Oyama, joueur de shōgi

- 1988
  - Shōtarō Ikenami, écrivain
  - Kentarō Hayashi
  - Yoshikazu Shirakawa
  - Maison de la littérature pour la littérature japonaise contemporaine
  - Katō Yoshirō

- 1989
  - Shūhei Fujizawa
  - NHK-Spécial « Femmes oubliées » (Wasureta onnatachi (忘れられた女たち?)
  - Édition Chikuma Shobō pour « Édition complète de la littérature Meiji », Meiji bungaku zenshū (明治文学全集?)
  - Isao Ishii

### 1990 à 1999
- 1990
  - Yoshinori Yagi
  - Takeomi Nagayama
  - Noboru Kojima pour Nichiro sensō (日露戦争?), la Guerre russo-japonaise)
  - Kanetaka Kaoru
  - Kinji Shimada pour Roshia sensō zenya no Akiyama Saneyuki (ロシヤ戦争前夜の秋山真之?), Saneyuki Akiyama[22] à la veille de la guerre avec la Russie

- 1991
  - Shizuka Shirakawa
  - Toyoko Yamasaki pour Daichi no ko (大地の子?), « Enfants de la Terre »)
  - Shinano Mainichi Shimbun pour Tobira o akete (扉を開けて?)
  - Chieko Akiyama
  - Shichōsha
  - Alfons Deeken (de)

- 1992
  - Jūgo Kuroiwa
  - Shōgo Shimada, acteur
  - Studio de la NHK à Moscou
  - Sankeishō
  - Musée de la Paix Himeyuri et mémorial[23].

- 1993
  - Hisahide Sugimori
  - Compagnie théâtrale Shiki
  - Ikuhiko Hata
  - Fuyuko Kamisaka
  - Kazuya Nakai

- 1994
  - Seiko Tanabe
  - Edwin McClellan (en)
  - Makoto Wada
  - NTV
  - Michi Nakajima
  - Sachiko Yasuda et Saori Yuki

- 1995
  - Kunio Yanagita
  - NHK Nagoya pour Chūgakusei nikki (中学生日記?), « Journal des moyens d'un étudiant »
  - Publication des données sur le procès de Tokyo
  - Shōko Egawa
  - 佐藤喜徳
  - Hideo Nomo

- 1996
  - Saburō Shiroyama
  - Taiwan Man’yōshū
  - Yomiuri Shimbun (健康医療問題取材班)
  - Yūko Arimori
  - Asa no dokuchō (朝の読書」運動)
  - Ichikawa Ennosuke III
  - Équipe de production de la NHK pour Daichi no ko (大地の子?), « Enfants de la Terre »

- 1997
  - Fūtarō Yamada, lexicographe, linguiste, romancier
  - Yoshikawa Kō Bunkan (吉川弘文館) pour Kokushi daijiten (国史大辞典?), « Grande Encyclopédie de l'Histoire »
  - Nakabō Kōhei et l'agence de presse Sanyo Broadcasting (en)
  - Shōji Sadao
  - Yū Aku, poète, parolier, romancier

- 1998
  - Yumie Hiraiwa, écrivaine
  - Kei Kizugawa
  - Yoshiko Sakurai, journaliste
  - Documents d'une association sur les expériences et les conditions de vie des Japonais en captivité russe (ソ連における日本人捕虜の生活体験を記録する会)
  - Yutaka Murakami
  - Équipe de production de la NHK pour l'émission de radio Rajio shin’yabin (ラジオ深夜便?), « Vol de nuit »

- 1999
  - Hisashi Inoue, dramaturge
  - Nakamura Matagorō, trésor national vivant du Japon
  - Sankei Shimbun, recherches sur les documents secrets de Mao Zedong, Mō Dakutō hiroku (毛沢東秘録?)
  - Miyawaki Shunzō
  - Équipe du projet de téléscope Subaru
  - Seiji Ozawa et le comité exécutif du festival mémorial Saitō à Matsumoto (サイトウ・キネン・フェスティバル松本実行委員会)

### 2000 à 2009
- 2000
  - Aikō Sato
  - Komao Furuyama
  - Konpira Ōshibai à Kotohira dans la préfecture de Kagawa
  - Rokusuke Ei
  - Atsuyuki Sassa
  - Ryōko Tani

- 2001
  - Saiichi Maruya
  - Hayao Miyazaki
  - Mainichi Shimbun recherche paléolithiques de ruines Kyūsekki iseki (旧石器遺跡?)
  - L'équipe de production de la NHK pour Project X – Chōsenshatachi (プロジェクトX〜挑戦者たち〜?), Purojekuto X – chōsenshatachi)
  - Jūzaburō Futaba
  - Ichirō Suzuki, joueur de base ball

- 2002
  - Hiroyuki Itsuki
  - Sugimoto Sonoko
  - Matsumoto Kōshirō IX
  - Kuramoto Sō et l'équipe de productions de la Fuji Television pour Kita kuni kara (北の国から?)
  - Présentatrice Hiroko Kuniya et l'équipe de productions de la chaîne d'information Today’s Close-up Kurōzuappu gendai (クローズアップ現代?))
  - Kan Kazama

- 2003
  - Jun'ichi Watanabe
  - Sawaki Kōtarō
  - Cinéma théâtre Kuniya[24] Kino Kuniya hōru (紀伊國屋ホール?)
  - Nagaoka Teruko
  - Quotidien Kokka (國華?)
  - Yumeiji Itoshi et Kimi Koishi[25]

- 2004
  - Masamitsu Miyagitani
  - Kimura Kōichi et Chijinkai
  - Nakamura Kanzaburō XVIII
  - Hokkaidō Shinbun Recherche des Abus de la caisse de retraite à la station de police en Hokkaidō Dōkei uragane kiwaku (道警裏金疑惑?)
  - Hosaka Masayasu
  - Éditions Heibonsha Compendium des noms de lieux de l'histoire japonaise Nihon rekishi chimei taikei (日本歴史地名大系?)

- 2005
  - Yō Tsumoto
  - Yukio Ninagawa
  - Kuroda Katsuhiro
  - Société de production cinématographique TVMAN UNION (テレビマンユニオン?)
  - Mémorial pour les étudiants en art tombées pendant la Seconde Guerre mondiale Sensō gagakusei irei bijutsukan Mugonkan (戦没画学生慰霊美術館「無言館」?)[26]
  - Fabrique japonaise de broches (日本スピンドル製造?)

- 2006
  - Nobuhiko Kobayashi
  - Hisaichi Ishii
  - Tetsuko Kuroyanagi et l'émission Tetsuko no heya (徹子の部屋?)
  - Yagi Shoten pour l'édition complète de Shūsei Tokuda (徳田秋聲全集)
  - Zoo d'Asahiyama
  - Takanaka Fumiyoshi et Japan Wellness (ジャパン・ウェルネス?)

- 2007
  - Hiroyuki Agawa
  - Ichikawa Danjūrō XII
  - Éditions Kōdansha
  - Katsura Bunshi VI (en)
  - Shōichi Ozawa
  - Matsuno Shoten, antiquaire

- 2008
  - Tomiko Miyao
  - Mitsumasa Anno
  - Musée mémorial Seichō Matsumoto
  - Kako Satoshi
  - Yoshiharu Habu

- 2009
  - Sano Yō pour 50 ans d'activité littéraire, en particulier pour son Journal d'un détective (推理日記, Suiri Nikki), ses critiques littéraires sur les romans policiers et de mystère.
  - Masahiro Motoki et l'équipe de production du film Nokan (おくりびと?), Okuribito), qui remporte l'Oscar du meilleur film en langue étrangère en 2009.
  - Bandō Tamasaburō V pour l'achèvement et la version finale des deux pièces Kaishin Bessō (海神別荘?) et Tenshu monogatari (天守物語?)[27] de Kyōka Izumi et pour les activités relatives au théâtre japonais traditionnel à côté du théâtre moderne et de l'opéra kun chinois.
  - Au groupe Imai Shoten (今井書店グループ?) et à l'« École du livre (本の学校?) » Hon no gakkō) für verschiedene regionale Bemühungen à Yonago, préfecture de Tottori rund um Bücher, wie die Beförderung lebenslangen Lesens, ein Symposium Fragen zum Bibliotheks- und Verlagswesen von morgen und berufsvorbereitende Kurse mit Buchhändlern.
  - Yasushiro Yomogida[28] pour sa longue carrière comme illustrateur et créateur de romans historiques et son style en filigrane
  - Takamiyama Daigorō (en) en récompense de ses efforts pour internationaliser le sumo et pour avoir facilité des rencontres de lutteurs sumo dans le monde entier

### Depuis 2010
- 2010
  - Yasutaka Tsutsui pour cinquante ans d'activité littéraire durant lesquels il a toujours d'expérimenté le monde de la littérature pure, de la science-fiction et du divertissement nouvellement ouvert.
  - Tōta Kaneko[29] pour son activité et toute une vie consacrée à la composition de haïku et pour l'encouragement au haïku moderne.
  - NHK Special Muenshakai (無縁社会?), « La société indépendante ») pour un rapport alarmant sur la perte de relations avec la famille, à la maison, au travail et l'isolement croissant dans la société moderne japonaise.
  - JAXA et le projet sur quinze ans du vol de sept ans de la sonde spatiale Hayabusa en direction de l'astéroïde (25143) Itokawa, première fois qu'un échantillon de sol d'un astéroïde est prélevé et rapporté sur terre, montrant ainsi au monde les capacités du Japon en matière de technique spatiale.
  - Sachio Yoshioka, chef d'une famille de teinturerie traditionnelle ayant repris les anciennes techniques de coloration et la restauration des trésors nationaux tels que le Tōdai-ji.
  - Susumu Nakanishi pour l'ensemble de son travail et la diffusion à l'échelle nationale du Man'yōshū

- 2011
  - Setsuko Tsumura, écrivain
  - Kaneto Shindō, cinéaste
  - Ishinomakihi Bishimbun et Kahoku Shinpō (en), quotidiens
  - Tōru Maeara pour le Dictionnaire du dialecte Taketomi
  - Homare Sawa, joueuse de football
  - Eiji Mitooka

- 2012
  - Ayako Sono pour sa longue activité d'écrivain et de critique des problèmes sociaux et son engagement dans le cadre de l'action humanitaire de JOMAS en faveur des pays défavorisés du tiers monde.
  - Ken Takakura pour ses plus de cinquante ans d'activité en tant qu'acteur à l'occasion de sa récente création anata e
  - Quotidien Tokyo Shinbun pour son journalisme engagé, qui a critiqué sans relâche et avec courage les méthodes d'enquête et la dissimulation d'informations par le gouvernement et Tepco relatives à l'accident nucléaire de Fukushima à la centrale nucléaire de Fukushima Daiichi.
  - Kondō Makoto pour son travail de pionnier sur la toxicité des médicaments contre le cancer, le risque des chirurgies du cancer et le traitement du cancer de façon générale.
  - Kaori Ichō et Saori Yoshida (lutteuses) pour avoir remporté la médaille d'or pour la troisième fois aux Jeux olympiques d'été de 2012 à Londres.
  - Centre de protection des ibis nippons de la préfecture de Niigata - pour les 36 ans (en 2012) de soins et d'élevage des ibis japonais.

- 2013
  - Sumitayū Takemoto
  - NHK pour Shinkai no kyodai seibutsu (深海の巨大生物?)
  - Tetsu Nakamura, médecin
  - Southern All Stars , groupe musical
  - Rieko Nakagawa et Yuriko Yamawaki, auteures des Aventures de Guri et Gura

- 2014
  - Sawako Agawa, présentatrice de télévision
  - Kayoko Shiraishi (en), actrice
  - Mainichi Shimbun pour Oite samayō (老いてさまよう?)
  - NHK pour l'émission spéciale Ninjishō yukuefumeisha ichimanjin - shirarezaru haikai no jittai (認知症行方不明者一万人　～知られざる徘徊の実態～?)
  - Tamori, humoriste et présentateur de télévision
  - Kōichi Wakata, spationaute
- 2016
  - Osamu Akimoto[30], mangaka
- 2017[31]
  - Mao Asada, patineuse
  - Keiko Kishi, actrice
  - Baku Yumemakura, écrivain
- 2019
  - The Brave Blossoms[32], équipe de rugby

## Divers
En 1965, Takamatsu, la ville natale de Kan Kikuchi, créé le prix Kagawa Kan Kikuchi avec pour objet d'honorer la mémoire de l'écrivain et de promouvoir l'art populaire et la littérature locale. Il s'agit d'un prix littéraire décerné jusqu'à aujourd'hui à la littérature « pure ».